# Stevimir Ercegovac
Stevimir Ercegovac (Zagreb, 20. siječnja 1974.), hrvatski atletičar. Prvi hrvatski atletičar koji je kuglom prebacio 20m (2000.). Iako nije bio državni rekorder bio je vlasnik najboljeg rezultata u konkurenciji hrvatskih atletičara na HAS-ovoj listi najboljih rezultata.
Natjecao se na Olimpijskim igrama 2000. u bacanju kugle, a osvojio je 24. mjesto. U istoj je disciplini na Mediteranskim igrama 1997. osvojio brončanu medalju te još jednu brončanu medalju na Univerzijadi u Španjolskoj 1999. godine. 
Ercegovac je pohađao Sveučilište Taylor u SAD-u od 1998. do 2002. i svake od tih godina bio je NAIA studetski nacionalni prvak u bacanju kugle. Također drži NAIA rekord od  20,06 m u bacanju kugle na otvorenom (2000).
Bio je član zagrebačke Mladosti.